# Isocladus indicus
Isocladus indicus är en kräftdjursart som beskrevs av Hugo Frederik Nierstrasz 1930. Isocladus indicus ingår i släktet Isocladus och familjen klotkräftor. Inga underarter finns listade i Catalogue of Life.